# Karpaseia
Karpaseia o Karpasha (in greco Kαρπάσια?; in turco: Karpaşa) è un villaggio di Cipro, sito 2 km a sud di Myrtou. È sotto il controllo de facto di Cipro del Nord, dove appartiene al distretto di Girne, mentre de iure appartiene al distretto di Kyrenia della Repubblica di Cipro. Karpaseia è uno dei quattro villaggi tradizionalmente maroniti di Cipro, gli altri tre essendo Asomatos, Agia Marina e Kormakitis.
Nel 2011 Karpaseia aveva 89 abitanti.

## Origini del nome
Un'ipotesi supportata da fonti maronite è che il villaggio abbia preso il nome dalla regione della Siria da cui provenivano i primi abitanti. Secondo un'altra il nome deriverebbe dalla penisola di Karpasia, perché li' si stabilirono in un primo tempo i maroniti che arrivarono nell'isola nel IX secolo d.C. Alcune fonti maronite affermano anche che il nome del villaggio è originariamente turco, proveniente da "Garp Paşa", o "Pascià dell'Ovest".  Nella sua forma attuale, il nome assomiglia anche a un nome turco, Karpaşa, che significa "Pascià della neve". Probabilmente a causa di ciò i turco-ciprioti non hanno cambiato il nome del villaggio dopo il 1974.

## Monumenti e luoghi d'interesse

### Architetture religiose
La chiesa del villaggio è dedicata alla Vera Croce. All'interno della chiesa ci sono resti di pitture murali, mentre le icone risalgono al XVII secolo. Ci sono anche due antiche croci in legno di grande valore: una è bizantina e risale al XV secolo; l'altra è rustica cipriota-bizantina e risale al XVII secolo. Le due croci costituiscono uno dei beni più importanti della comunità maronita, che celebra la protettrice del villaggio il 14 settembre, giorno in cui si dice che Sant'Elena abbia trovato la Vera Croce (14 settembre 320 d.C.).

## Società

### Evoluzione demografica
Nel censimento ottomano del 1831 i cristiani costituivano la maggioranza di questo insediamento. All'inizio del secolo c'erano solo uno o due abitanti musulmani a Karpaseia. La popolazione aumentò costantemente durante il periodo britannico da 64 abitanti nel 1891 a 193 nel 1960.
La maggior parte degli abitanti del villaggio fuggì a luglio e agosto del 1974 dall'esercito turco che avanzava verso sud. Alcuni però rimasero nel villaggio. Nel 1981 c'erano circa 50 maroniti residenti, scesi nel 1996 a 19. Attualmente, come il resto dei greco-ciprioti sfollati, la maggior parte dei maroniti di Karpaseia sono sparsi nel sud dell'isola, soprattutto a Nicosia. La popolazione sfollata di Karpaseia può essere stimata in circa 250 persone.
Oggi solo undici maroniti risiedono a Karpaseia, tutti gli altri sono fuggiti. Gli ex-abitanti visitano regolarmente il loro villaggio per fornire sostegno ai loro concittadini, per lo più anziani, che ancora vi risiedono. Dopo l'allentamento delle restrizioni di movimento nel 2003, alcuni ex-abitanti hanno iniziato a ristrutturare le loro case e ad usarle come case per il fine settimana, dato che la maggior parte ora vive a Nicosia. Oltre ai maroniti rimasti, il villaggio ospita anche alcune famiglie di militari turchi. Secondo il censimento del 2006 vivono nel villaggio 89 persone (delle quali solo 11 sono maroniti).